# Synewyrska Poljana
Synewyrska Poljana (ukrainisch Синевирська Поляна; russisch Синевирская Поляна Sinewirskaja Poljana, ungarisch Felsőszinevér, slowakisch Sinovirská Poľana, Sinijvirská Poljana) ist ein Bergdorf in den Waldkarpaten im Norden der ukrainischen Oblast Transkarpatien mit etwa 1300 Einwohnern (2004).

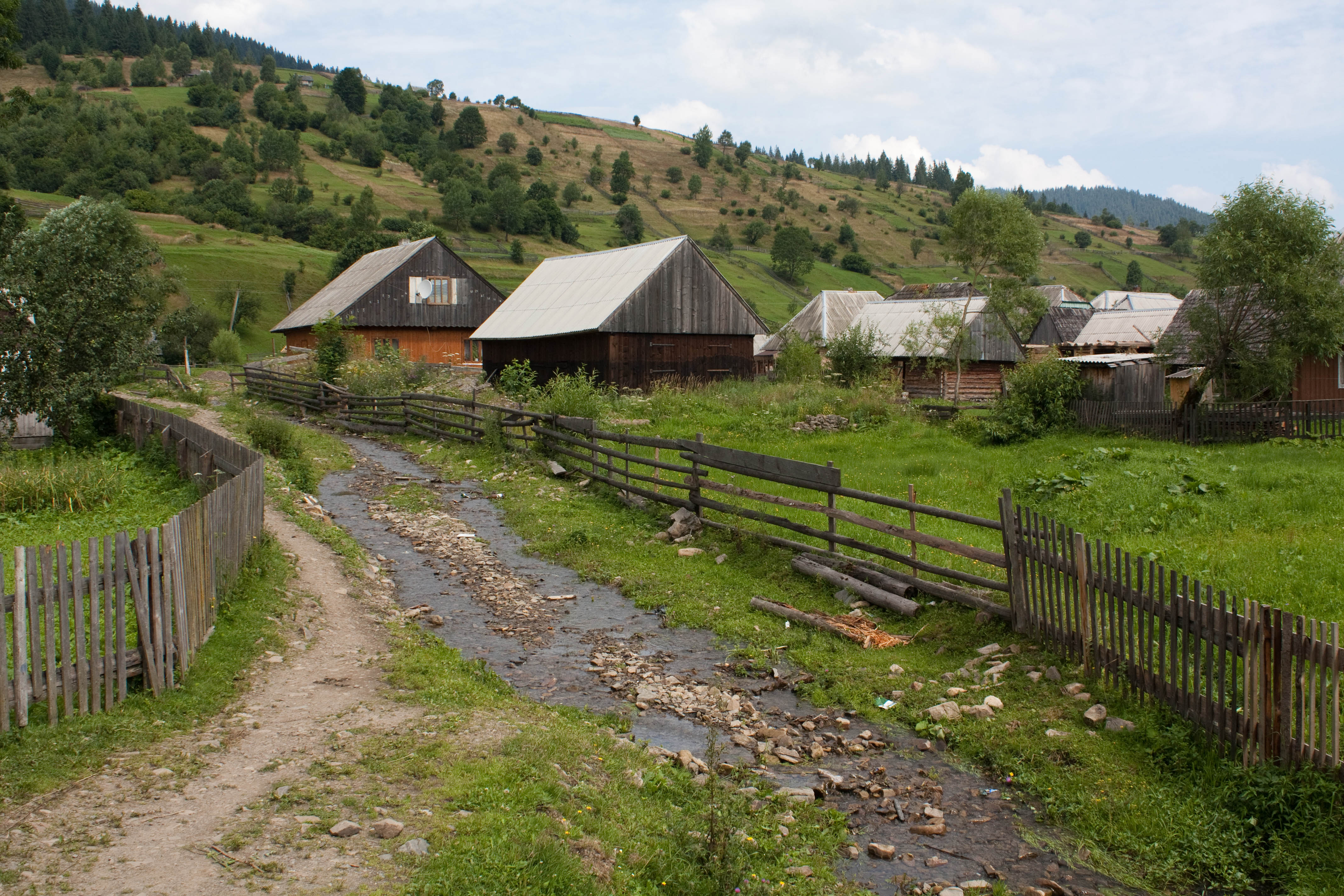
Synewyrska Poljana

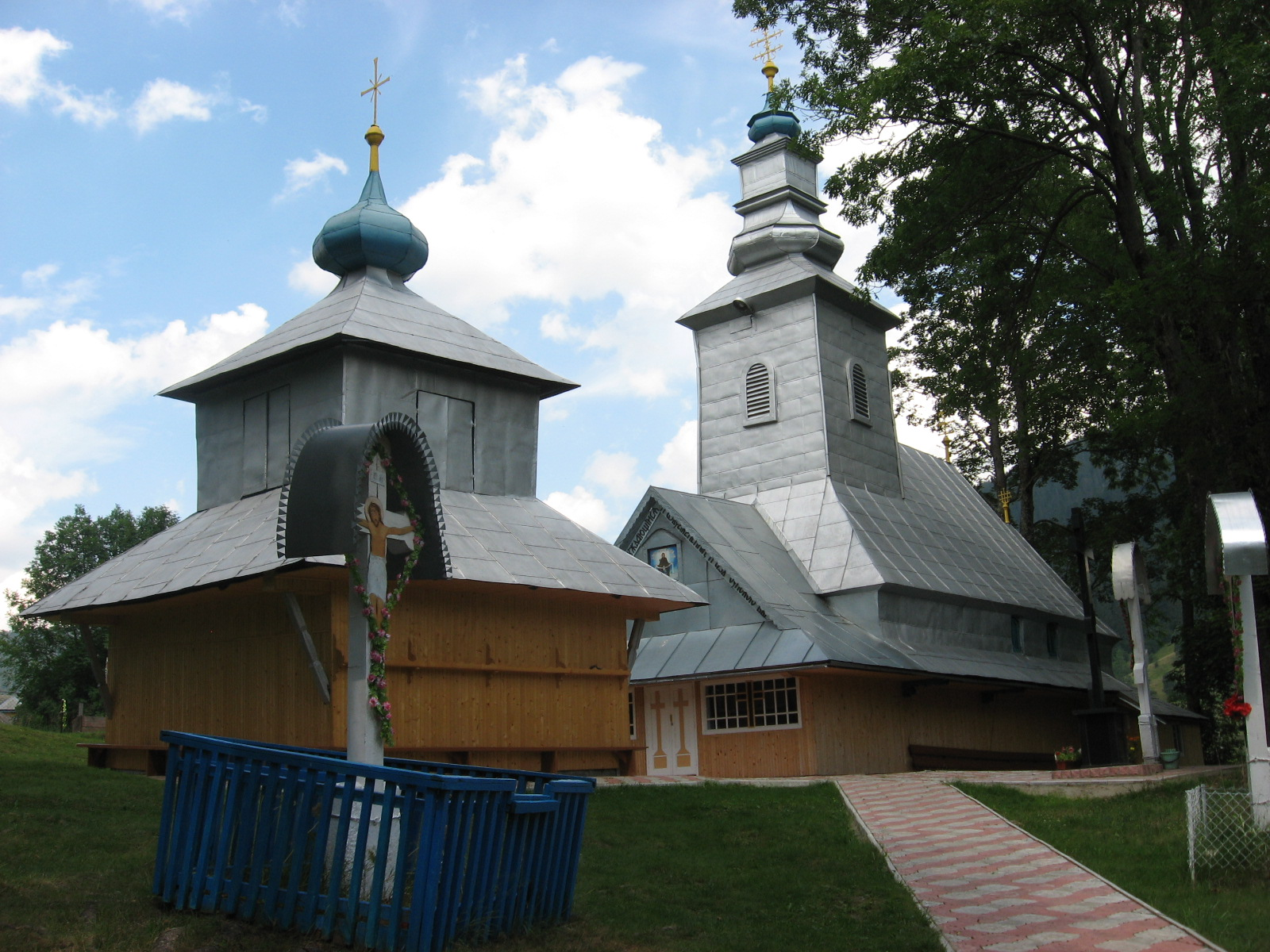
Denkmalgeschützte Holzkirche von 1817

Im Dorf befindet sich eine denkmalgeschützte Holzkirche aus dem Jahr 1817.

## Geographische Lage
Das Dorf liegt auf 818 m Höhe im Nationalpark Synewyr an der Quelle der Tereblja, einem 80 km langen Nebenfluss der Theiß und nahe an dem für den Nationalpark namengebenden See Synewyr.
Im Dorf beginnt die Territorialstraße T–07–24. Das ehemalige Rajonzentrum Mischhirja liegt 26 km südwestlich und das Oblastzentrum Uschhorod 165 km westlich vom Dorf.

## Gemeinde
Am 12. Juni 2020 wurde das Dorf ein Teil neu gegründeten Landgemeinde Synewyr im Rajon Chust; bis dahin bildete es zusammen mit den Dörfern Swoboda, Sahorb (Загорб) und Berehy (Береги) die Landratsgemeinde Synewyrska Poljana (Синевирсько-Полянська сільська рада/Synewyrsko-Poljanska silska rada) im Rajon Mischhirja.